# Die indiskrete Frau
Die indiskrete Frau è un film muto del 1927 diretto da Carl Boese.

## Produzione
Il film fu prodotto dalla Phoebus-Film AG.

## Distribuzione
Uscì nelle sale cinematografiche distribuito dalla Phoebus-Film AG e venne presentato a Berlino il 25 novembre 1927.